# Могильщик-исследователь
Могильщик-исследователь, или могильщик-изыскатель (лат. Nicrophorus investigator) — вид жуков-мертвоедов из подсемейства могильщиков. Некрофаг. Образ жизни характеризуется сложной заботой о потомстве. Самка и самец закапывают трупы мелких животных в почву, где проходит развитие преимагинальных стадий. На жуках можно найти клещей-комменсалов Pergamasus crassipes.

## Описание
Длина тела 10,5-24 мм. Булава усиков двухцветная — вершинные членики рыжего цвета. Переднеспинка выраженно трапециевидная, лишена волосяного покрова. Надкрылья чёрного цвета с двумя красными перевязями, сверху без опушения волосками, но плечи покрыты короткими чёрными волосками, а задние углы надкрылий в бурых волосках. Эпиплевры полностью жёлтого цвета или с тёмными пятнами. Рисунок надкрылий и окраска эпиплевр может сильно варьировать. Заднегрудь покрыта длинными желтыми или коричневыми волосками. Брюшко, кроме пигидия, покрыто тёмными волосками. Задние бёдра покрыты тёмными волосками. Задние голени короткие, прямые, расширены к вершине.

## Ареал
Широко распространен на территории Европы, на Кавказе, в странах Закавказья, в Северной и Центральной Азии (на юге доходит до Пакистана), известен из Монголии, Японии и Северной Америки. Жуки предпочитают открытые луговые и степные биоценозы. Обычно жуки собираются в большом количестве возле лесополос и крупных водоемов.

## Биология
Является некрофагом: питается падалью как на стадии имаго, так и в личиночной стадии. Жуки закапывают трупы мелких животных в почву (за что жуки и получили своё название «могильщики») и проявляют развитую заботу о потомстве — личинках, подготавливая для них питательный субстрат. В случае отсутствия основного пищевого источника описаны случаи факультативного хищничества либо же питания гниющими растительными остатками и грибами.
Благодаря развитым хеморецепторам усиков они издалека чуют падаль и способны слетаться к ней за сотни метров. Самец и самка вдвоем закапывают найденную падаль (обычного это труп мелкого млекопитающего или птицы), выгребая из-под неё землю; тем самым они прячут её от других падальщиков (падальных мух и жуков). Они используют экскременты и слюну, чтобы замедлить разложение и убрать запах разложения, привлекающий внимание конкурентов. Закапывание также предохраняет труп от пересыхания в период, когда им питаются личинки. При рыхлой почве зарывание происходит очень быстро, за несколько часов. Иногда, подрываясь под труп с одной стороны, могильщики постепенно перемещают его с места, неудобного для погребения. После зарывания самка откладывает поблизости яйца (обычно в земляной ямке). Как правило, одну тушку занимает одна пара жуков, отогнавшая остальных.
Из отложенных яиц выходят личинки с 6 малоразвитыми ногами и группами из 6 глазков с каждой стороны. Интересной особенностью могильщиков является забота о потомстве: хотя личинки способны питаться самостоятельно, родители растворяют пищеварительными ферментами ткани трупа, готовя для них питательный «бульон». Это позволяет личинкам быстрее развиваться. Через несколько дней личинки зарываются глубже в землю, где окукливаются, превращаясь во взрослых жуков.